# 나터러투코투코
나터러투코투코(Ctenomys nattereri)는 투코투코과에 속하는 설치류의 일종이다. 볼리비아와 브라질에서 발견된다. 국제 자연 보전 연맹은 볼리비아투코투코의 이명으로 간주한다.